# Secretaría de Industria
La Secretaría de Industria, a partir de 1985 Secretaría de Industria y Comercio Exterior, fue un departamento del Gobierno de Argentina con competencia en la industria. Dependía del Ministerio de Economía y funcionó entre 1983 y 1989.

## Historia
Fue creada en 1983 (el 10 de diciembre) por el Decreto 15 del presidente Raúl Alfonsín. El Decreto 134 del 10 de enero de 1984 estableció su misión: «Asistir al Ministro de Economía en (…) política industrial y en (…) instrumentos de promoción industrial, así como en (…) participaciones del Estado en las empresas de carácter industrial (…)»
Por Decreto 2057 de 1985, el Pdte. organizó tres subsecretarías: Desarrollo Industrial; Pequeña y Mediana Empresa; y Administración Industrial. Asimismo, y por medio de la misma norma, modificó ligeramente la función del departamento haciendo foco en la pyme. Luego, unificó los departamentos de Comercio Exterior e Industria y adicionó nuevas subsecretarías: Intercambio Comercial; Política de Exportaciones; Gestión y Modernización Industrial.
Otra renovación se hizo en 1989 por medio del Decreto 64/89; el departamento fue reducido a las subsecretarías de Comercio Exterior, de Industria y de la Pequeña y Mediana Empresa.
En 1989, el Pdte. Menem redujo los componentes del Ministerio de Economía, eliminando la secretaría. Y al año siguiente, renovó completamente el gabinete nacional, estableciendo la Subsecretaría de Industria y Comercio, que asumió las mismas funciones de la entidad disuelta.
Más tarde, en 1991 fue elevada al rango de Secretaría de Industria y Comercio. Juan Schiaretti fue designado titular de la misma, quien renunciaría para ser candidato a Diputado Nacional por Córdoba en 1993. En ese momento, la Secretaría volvió a ser desdoblada, asumiendo Carlos Magariños la titularidad de la Secretaría de Industria de la Nación.

## Titulares
- Carlos Eduardo Lacerca (10 de diciembre de 1983-16 de agosto de 1985)[12][13]
- Néstor Farías Bouvier (16 de agosto-24 de diciembre de 1985)[14][15]
- Roberto Lavagna (24 de diciembre de 1985-10 de julio de 1987)[16][17]
- Juan Higinio Ciminari (10 de julio de 1987-4 de enero de 1989)[18]
- Murat Eurnekian (4 de enero de 1989-7 de julio de 1989)[19][20]
- Oscar Hector Saggese (8 de julio de 1989-27 de diciembre de 1989)[21][22]
- Jorge Reynaldo Pereyra de Olazabal (4 de enero de 1990-6 de septiembre de 1991)[23]
- Juan Schiaretti (6 de septiembre de 1991-20 de agosto de 1993)[9][10]
- Carlos Magariños (31 de agosto de 1993-19 de junio de 1996)[11]